# Gabriela Hesse
Gabriela Hesse OCist (* August 1960 in Premnitz) ist eine deutsche Ordensschwester und seit 2018 Äbtissin von Kloster St. Marienstern.

## Leben
Hesse erlernte am St. Hedwig-Krankenhaus in Berlin den Beruf der Krankenschwester. Nach ihrer Aufnahme ins Postulat des Klosters St. Marienstern im Oktober 1981 begann sie im Juni 1982 das Noviziat und legte 1983 ihre Profess ab. 1986 wurde sie Cellerarin und 1987 Kantorin. Im März 2005 wurde sie zur Priorin ernannt. Als Philippa Kraft am 24. April 2017 ihr Amt niederlegte und das Kloster verließ, ernannte Generalabt Mauro-Giuseppe Lepori sie zur Administratorin. Am 4. Juni 2018 wurde sie unter Vorsitz von Generalabt Lepori zur 44. Äbtissin gewählt und erhielt am 10. August von ihm die Äbtissinnenweihe.